# Субботники (деревня, Смоленская область)
Субботники— деревня в Смоленской области России, в Сычёвском районе. Административный центр Субботниковского сельского поселения.
Население — 336 жителей (2007 год).
Расположена в северо-восточной части области в 9 км к востоку от Сычёвки, в 8 км к востоку от автодороги Р134 Смоленск — Дорогобуж — Вязьма — Зубцов, на правом берегу реки Касня. Рядом находятся деревни Николаевка, Соколино, Попцово, Перьёво, Перевесье.

## История
Известно как минимум с 1721 года, когда был построен приходскими людьми и тщанием помещика Василия Григорьевича Нарышкина первый храм во имя Успения Пресвятой Богородицы. В 1780 году тайным советником Алексеем Васильевичем Нарышкиным перестроен деревянный храм Успения Пресвятой Богородицы. В 1802 году Настасьей Семеновной Грибоедовой (урожденная Нарышкина) построен второй храм во имя Спаса Нерукотворного.
Изначально село носило название Богородицкое, так как на его территории располагались две церкви, но во время войны церкви были разрушены немцами. В дальнейшем своё новое название деревня получила в связи с тем, что каждую субботу там проходили ярмарки.

## Экономика
Субботниковский Дом Культуры (ДК)

## Достопримечательности
В деревне стоит памятник в честь событий, посвящённых Великой Отечественной войне.